# خانه آخوند ملا عباس
خانه آخوند ملا عباس مربوط به اواخر دوره قاجار است و در شهرستان تربت حیدریه، بخش جلگه زاوه، دهستان زاوه، روستای کاریزک ناگهانی، خیابان آخوند ملا عباس، روبروی مسجد صاحب الزمان واقع شده و این اثر در تاریخ ۳ خرداد ۱۳۸۶ با شمارهٔ ثبت ۱۹۱۹۲ به‌عنوان یکی از آثار ملی ایران به ثبت رسیده است.